# Hatschekia prionoti
Hatschekia prionoti är en kräftdjursart som beskrevs av Arthur Sperry Pearse 1947. Hatschekia prionoti ingår i släktet Hatschekia och familjen Hatschekiidae. Inga underarter finns listade i Catalogue of Life.